# 夢白あや
夢白 あや（ゆめしろ あや、8月27日 - ）は、宝塚歌劇団雪組に所属する娘役。雪組トップ娘役。
東京都杉並区、明星学園高等学校出身。身長162cm。愛称は「あや」。

## 来歴
2015年、宝塚音楽学校入学。
2017年、音楽学校卒業後、宝塚歌劇団に103期生として入団。入団時の成績は4番。雪組公演「幕末太陽傳／Dramatic “S”!」で初舞台。その後、宙組に配属。同年、組配属後1作目となる「神々の土地」新人公演で、ヒロイン級のイリナ役（本役：伶美うらら）に抜擢。
2018年の阪急阪神初詣ポスターモデルに起用される。同年の「異人たちのルネサンス」で新人公演初ヒロイン。
2019年の「オーシャンズ11」で2度目の新人公演ヒロイン。続く「リッツ・ホテルくらいに大きなダイヤモンド」で、バウホール公演初ヒロイン。
2020年9月16日付で雪組へと組替え。
2022年の「Sweet Little Rock 'n' Roll」で2度目のバウホール公演ヒロイン。同年の「心中・恋の大和路」（ドラマシティ・日本青年館公演）で、東上公演初ヒロイン。同年12月26日付で雪組トップ娘役に就任。彩風咲奈の2人目の相手役として、翌年の「BONNIE & CLYDE」（御園座公演）で新トップコンビお披露目。
2024年の彩風の退団に伴い、朝美絢を2人目の相手役に迎え、同年の「愛の不時着」（東京建物 Brillia HALL・梅田芸術劇場公演）より、新トップコンビお披露目。
2026年2月22日の「ボー・ブランメル〜美しすぎた男〜／Prayer〜祈り〜」東京宝塚劇場公演の千秋楽をもって宝塚歌劇団を退団することが発表された。

## 人物
6歳からクラシックバレエを習い、ミュージカル映画を見るのが好きだった。
たまたまチケットが当たったブロードウェイの来日公演「雨に唄えば」を見て感激し、声楽も習い始める。
そんな折、母と街中で、雪組公演「ルパン三世」のポスターを見て、「すごく格好いい」と魅了される。母から受験を勧められ、宝塚の舞台を一度も観劇せぬまま音楽学校を受験し、1回で合格した。
入学後、宝塚歌劇団員の名鑑である「宝塚おとめ」を持ち歩き、同期お勧めの公演DVDを片っ端から見た。授業では初めて触れる芸事も多かったが、必死で食らいついていった。

## 主な舞台

### 初舞台
- 2017年4 - 5月、雪組『幕末太陽傳（ばくまつたいようでん）』『Dramatic “S”!』（宝塚大劇場のみ）

### 宙組時代
- 2017年8 - 11月、『神々の土地』 - 新人公演：大公妃イリナ（イレーネ）（本役：伶美うらら）『クラシカル ビジュー』[3][7][17]
- 2018年1月、『WEST SIDE STORY』（東京国際フォーラム） - エニボディーズ
- 2018年3 - 6月、『天（そら）は赤い河のほとり』 - タトゥーキア、新人公演：リュイ（本役：水音志保）『シトラスの風-Sunrise-』
- 2018年7 - 8月、『WEST SIDE STORY』（梅田芸術劇場） - エニボディーズ
- 2018年10 - 12月、『白鷺（しらさぎ）の城（しろ）』『異人たちのルネサンス』 - カテリーナ（少女）／ルクレツィア、新人公演：カテリーナ（本役：星風まどか） 新人公演初ヒロイン[注釈 1][18][18]
- 2019年2月、『黒い瞳』 - パルミラ『VIVA! FESTA! in HAKATA』（博多座）
- 2019年4 - 7月、『オーシャンズ11』 - 5年前のテス、新人公演：テス・オーシャン（本役：星風まどか） 新人公演ヒロイン[9]
- 2019年9月、『リッツ・ホテルくらいに大きなダイヤモンド』（バウホール） - キスミン バウ初ヒロイン[10]
- 2019年11 - 2020年2月、『El Japón（エル ハポン）-イスパニアのサムライ-』 - しず、新人公演：王妃マルガレーテ（本役：美風舞良）『アクアヴィーテ（aquavitae）!!』
- 2020年8 - 9月、『FLYING SAPA-フライング サパ-』（梅田芸術劇場・日生劇場） - イエレナ

### 雪組時代
- 2021年1 - 4月、『fff-フォルティッシッシモ-』 - ジュリエッタ・グイチャルディ『シルクロード〜盗賊と宝石〜』
- 2021年6月、『ヴェネチアの紋章』 - オリンピア『ル・ポァゾン 愛の媚薬-Again-』（全国ツアー）
- 2021年8 - 11月、『CITY HUNTER』 - アルマ・ダヤン、新人公演：冬野葉子（本役：野々花ひまり）『Fire Fever!』
- 2022年1月、『Sweet Little Rock 'n' Roll』（バウホール） - シンディー バウヒロイン[12][13]
- 2022年3 - 6月、『夢介千両みやげ』 - お糸、新人公演：浜次（本役：妃華ゆきの）『Sensational!』[4]
- 2022年7 - 8月、『心中・恋の大和路』（ドラマシティ・日本青年館） - 梅川 東上初ヒロイン[4][14]
- 2022年10 - 12月、『蒼穹の昴』 - ミセス・チャン、新人公演：西太后 慈禧（本役：一樹千尋）

### 雪組トップ娘役時代
- 2023年2 - 3月、『BONNIE & CLYDE』（御園座） - ボニー・パーカー トップお披露目公演[2][3]
- 2023年4 - 7月、『Lilac（ライラック）の夢路』 - エリーゼ、新人公演：ガレッティー夫人（本役：白峰ゆり）『ジュエル・ド・パリ!!』 大劇場トップお披露目公演[19]
- 2023年8 - 9月、『愛するには短すぎる』 - バーバラ・オブライエン『ジュエル・ド・パリ!!』（全国ツアー）[20]
- 2023年12 - 2024年2月、『ボイルド・ドイル・オンザ・トイル・トレイル』 - ルイーザ・ドイル『FROZEN HOLIDAY（フローズン・ホリデイ）』[21]
- 2024年4 - 5月、『仮面のロマネスク』 - フランソワーズ・メルトゥイユ侯爵夫人『Gato Bonito!!』（全国ツアー）[22]
- 2024年7 - 10月、『ベルサイユのばら-フェルゼン編-』 - マリー・アントワネット 初エトワール[23]
- 2024年11 - 12月、『愛の不時着』（東京建物 Brillia HALL・梅田芸術劇場） - ユン・セリ[15]
- 2025年3 - 6月、『ROBIN THE HERO』 - マリアン・メイデン『オーヴァチュア!』[24]
- 2025年11 - 2026年2月、『ボー・ブランメル〜美しすぎた男〜』『Prayer〜祈り〜』退団公演[25][16]

## 出演イベント
- 2017年12月、タカラヅカスペシャル2017『ジュテーム・レビュー-モン・パリ誕生90周年-』[注釈 2]
- 2019年12月、タカラヅカスペシャル2019『Beautiful Harmony』
- 2025年7 - 8月、夢白あや ミュージック・サロン（宝塚ホテル・第一ホテル東京）[26]

## 広告
- 2018年、『阪急阪神』初詣ポスターモデル[8][3]
- 2025年3月、EYEVAN[27]

## 受賞歴
- 2020年、『阪急すみれ会パンジー賞』 - 新人賞[28]
- 2023年、『阪急すみれ会パンジー賞』 - 娘役賞[29]
- 2024年、『宝塚歌劇団年度賞』 - 2023年度努力賞[30]